# Cranial Impalement
Cranial Impalement är det amerikanska death metal-bandet Disgorges debutalbum, släppt januari 1999 av skivbolaget Extremities Productions. Albumet återutgavs augusti 2008 av Unique Leader Records.

## Låtförteckning
1. "Deranged Epidemic" – 3:07
2. "Atonement" – 3:17
3. "Cognitive Lust of Mutilation" – 2:41
4. "Period of Agony" – 3:15
5. "Cranial Impalement" – 3:02
6. "Penetrate the Unfledged" – 2:57
7. "Malodorous Oblation" – 2:42
8. "Carnally Decimated" – 2:49
9. "Outro" (instrumental) – 0:15

## Medverkande
Musiker (Disgorge-medlemmar)
- Matti Way – sång
- John Remmen – gitarr (spår 1–4)
- Tony Freithoffer – gitarr (spår 1–4)
- David Hill – gitarr (spår 5–8)
- Ricky Myers – trummor
- Eric Flesley – basgitarr

Produktion
- Jim Barnes – producent, ljudtekniker, ljudmix
- Disgorge – producent
- Jon Zig – omslagskonst